# Bunroku Shishi
Bunroku Shishi (pseudonim al lui Toyoo Iwata (岩田 豊雄?), n. 1 iulie 1893, Yokohama; d. 13 decembrie 1969) a fost un scriitor și traducător japonez, director al teatrului Bungakuza din Tokio.
În martie 1922 a călătorit la Paris pentru a studia teatrul francez modern. A lucrat ca asistent în atelierul lui Jacques Copeau. S-a îndrăgostit de o franțuzoaică, Marie, care lucra la o firmă de import-export a unui american, s-a căsătorit cu ea și a dus-o în Japonia în iulie 1924, unde li s-a născut fiica, Tomoe, pe data de 26 august 1924. Marie s-a întors singură în Franța în noiembrie 1930, neputându-se adapta la viața din Japonia (a murit doi ani mai târziu). El s-a recăsătorit în 1934 cu Shizuko, o japoneză, care a murit și ea relativ tânără, în 1950. S-a căsătorit în 1951, a treia oară, cu Sachiko, cu care a avut un fiu.

## Opere filmate (selecție)
- Etchan, 悦ちゃん 　日活多摩川 1937
- Rakuten Kōshi, 楽天公子 　日活多摩川 1938
- Aozora futarigumi, 青空二人組 　東宝映画東京 	1938
- Koshō musuko, 胡椒息子 　東宝映画東京 1938
- Sara otome, 沙羅乙女　前篇 　東宝映画東京 1939
- Nobuko, 信子 　松竹大船 1940
- Taiyō sensei, 太陽先生 　新興東京 1941
- Minami no kaze, 南の風　瑞枝の巻 　松竹大船 1942
- Hyōrokuyume monogatari, 兵六夢物語 　東宝映画 1943
- Kaigun, 海軍]] 　松竹太秦 1943
- Obāsan, おばあさん 　松竹太秦 1944
- Tenyawanya,てんやわんや 　松竹大船 1950
- Jiyū gakkō, 自由学校 　松竹大船 1951
- Yassamossa, やつさもつさ 　松竹大船 1953
- Koshō musuko, 胡椒息子 　大映東京 1953
- O-josan sensei, お嬢さん先生 　大映東京 1955
- Seishun kwaidan, 青春怪談 　日活 1955
- Aozora no nakama, 青空の仲間 　日活 1955
- Ōban, 大番 　東宝 1957
- Kakureta ninkimono, かくれた人気者 　松竹京都	1959
- Banana, バナナ 　松竹大船 1960
- Tokkyū Nippon, 特急にっぽん 　東宝 1961
- Musume to watashi, 娘と私 　東京映画 1962
- Hakoneyama, 箱根山 　東宝 1962
- Kaigun, 海軍 　東映東京 1963

## Opere alese
- Ten'ya Wan'ya („Haos”), 1948
- Jiyū Gakko („Școala libertății”), 1951
- Yassa Mossa („Talmeș-balmeș”), 1952
- Musume to watashi („Fiica mea și eu”), 1956; a fost făcut serial TV (1961) și film (1962)
- Hakoneyama („Muntele Hakone”), 1962

## Premii
În 1963 i-a fost acordat Premiul Academiei Japoneze de Arte, iar în 1969 Ordinul Culturii.